# Stenocharis
Stenocharis là một chi bướm đêm thuộc họ Geometridae.